# Абелам

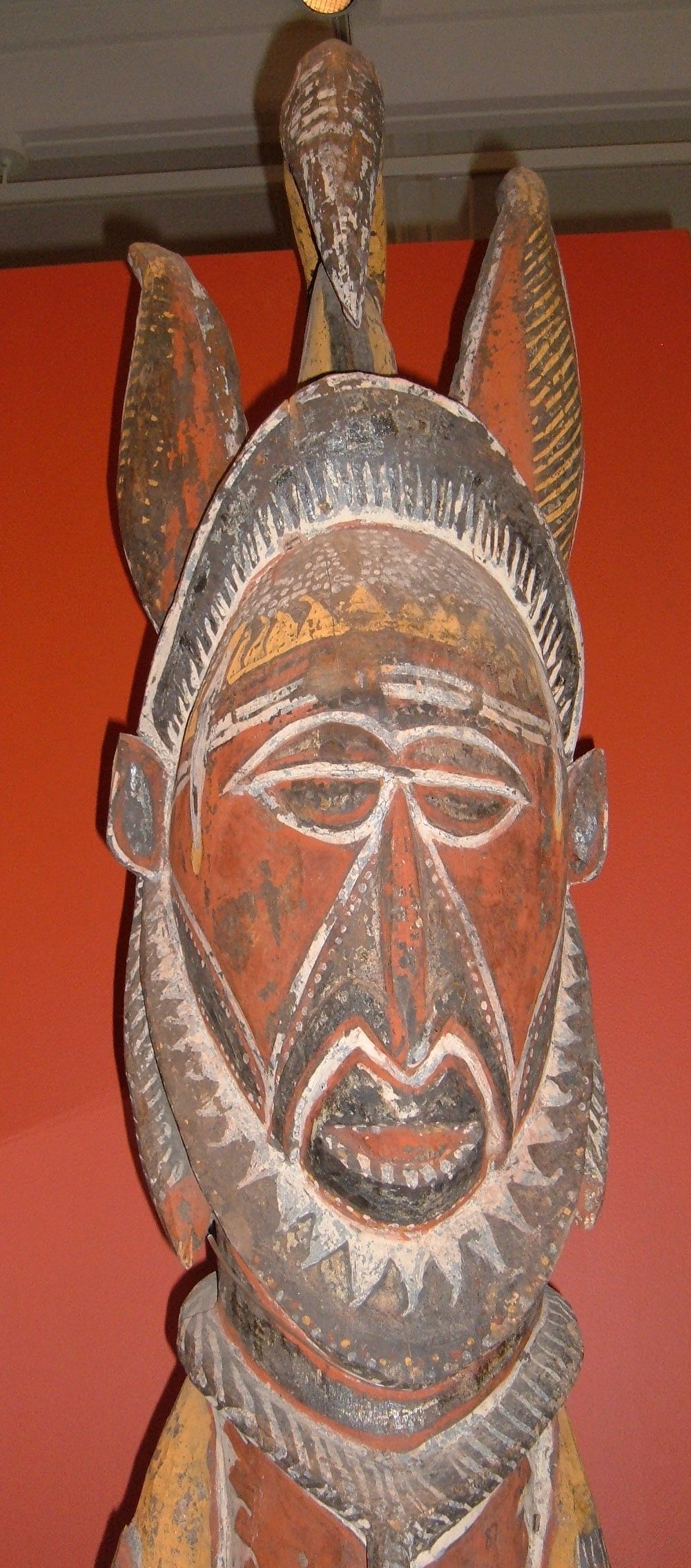
Фигура предка

Абелам — папуасский народ, обитающий на северо-востоке Папуа — Новой Гвинеи, к северо-западу от среднего течения реки Сепик. Выделяются субэтнические группы: северная (маприк) и южная (возера). Общая численность — более 70 тысяч человек (1992).
Говорят на языке абелам среднесепикской группы семьи сепик-раму. Диалекты: маприк, собственно абелам и возера. Распространены также ток-писин, английский языки. Абелам — христиане (католики и протестанты), сохраняются традиционные верования.
Основа хозяйства — ручное подсечно-огневое земледелие (ямс, таро, бананы, кокосовая и арековая пальмы, сахарный тростник), разведение свиней, кур, добывание саго. Занимаются собирательством, а также охотой на диких свиней, древесного кенгуру, казуара, летучих собак и птиц. Огромную роль в культуре занимает выращивание ямса, в частности его гигантских форм. Основное оружие — копьё, лук. Из ремёсел развиты плетение, изготовление тапы, лепной керамики, резьба по дереву и кости.
Поселения северных абелам располагаются на вершинах холмов, вытянутых вдоль улицы. Дома наземные, каркасно-столбовой конструкции, с крышами до земли из листьев саговой пальмы. Южные абелам живут на равнинах в свайных домах. Общественный и культовый центр поселения — мужской дом (тамбаран, на языке ток-писин) и площадь перед ним (амай). Треугольный фасад тамбарана, достигающий 30 м высоты, украшен панно, расписанным минеральными красками (жёлтая, красная, чёрная и белая) на прогрунтованных глиной влагалищах листа саговой пальмы. Балки и столбы мужского дома представляют резные многофигурные композиции, изображающие предков.
Система родства ирокезского типа. Делятся на патрилинейные тотемические кланы (кум, гем), не имеющие наследственных вождей. Лидерство в клане определяется личными достоинствами. Мужчины деревни делятся на две группы (ара) ритуальных партнёров по церемониальному обмену ямсом и свиньями. Мужчины одной ара производят инициации подростков другой ара. Семья моногамная. Допускается полигиния.
Мужчины носили фаллокрипт, женщины ходили обнажёнными; праздничная мужская одежда — юбочка из окрашенных растительных волокон, плетённые и раковинные браслеты (ручные и ножные), серьги, гребни, головные украшения из перьев казуара или плетёные, ожерелья из цветов, плодов, раковин; распространено окрашивание лица и тела. Праздничная женская одежда — кусок белой тапы и плетёная сумка, крепящаяся к голове, расшитая кольцами из раковин. Основа пищи — растительная.